# Schlacht von Stormberg
Kimberley – Talana Hill – Elandslaagte – Ladysmith – Modder River – Stormberg – Magersfontein – Colenso – Spion Kop – Vaal Krantz – Paardeberg – Tugela Heights – Sanna’s Post – Mafeking – Diamond Hill – Bergendal – Nooitgedacht – Blood River Poort – Bakenlaagte – Tweebosch – Rooiwal
Die Schlacht von Stormberg war eine Schlacht im Zweiten Burenkrieg, die am 10. Dezember 1899 stattfand. Sie war die erste Niederlage der Briten in der sogenannten Black Week, als innerhalb einer Woche drei britische Verbände von irregulären burischen Kräften geschlagen wurden.

## Vorgeschichte
Der britische Plan für die Aktion gegen die Burenstaaten sah vor, dass eine Division unter General William Gatacre das Gebiet südlich des Oranje-Freistaates sichern sollte. Gatacre musste allerdings Truppen in das ebenfalls von den Buren bedrohte Natal entsenden. Er erreichte daher sein Einsatzgebiet erst spät und mit reduzierter Truppenstärke. Inzwischen hatten Buren aus dem Oranje-Freistaat bereits die wichtigen Eisenbahnknotenpunkte De Aar und Stormberg angegriffen.
Gatacre erfuhr am 8. Dezember vom Verlust von Stormberg und entschloss sich zu einem sofortigen Gegenangriff. 1800 Soldaten wurden per Zug am 9. Dezember nach Molteno gebracht, der letzten Eisenbahnstation vor Stormberg, die noch in britischer Hand war. Von dort aus sollten sie den Kissieberg angreifen, einen Hügel, der die burischen Stellungen beherrschte. Da auf Grund der Eile keine Zeit für Aufklärung übrig war und die Vorbereitungen überstürzt erfolgten, waren die Truppen bereits erschöpft, als sie Molteno erreichten.

## Die Schlacht
Als die Briten am Morgen des 10. Dezember den Kissieberg erreichten, eröffnete eine kleine burische Stellung mit drei Kanonen das Feuer. Eigentlich hätten die Briten den Kissieberg umgehen müssen, um die Buren zum Rückzug zu zwingen, als etwa die Hälfte der britischen Infanterie ohne Befehl einen Sturmangriff auf den Hügel unternahm. Sie fanden jedoch den Hügel von dieser Seite aus auf Grund von steilen Felsen uneinnehmbar. Britische Artillerie eröffnete das Feuer, traf jedoch nur die eigenen Truppen.
Die restlichen britischen Soldaten zogen sich ungeordnet zurück. Gatacre erließ daraufhin einen Rückzugsbefehl auf Molteno. Mittlerweile waren berittene burische Verstärkungen eingetroffen und griffen von zwei Seiten an. Der Rückzug der erschöpften Briten wurde durch berittene Infanterie und Artillerie gedeckt, wobei zwei Kanonen verloren gingen. Erst in Molteno bemerkte Gatacre, dass 600 Mann auf dem Kissieberg zurückgelassen worden waren. Hoffnungslos abgeschnitten waren diese zur Kapitulation gezwungen.

## Nach der Schlacht
Die Buren konnten die Möglichkeiten, die ihnen aus Gatacres Niederlage erwuchsen, zunächst nicht realisieren. Als sie dies später versuchten, waren bereits britische Verstärkungen eingetroffen und hatten das Gebiet um Molteno gesichert.